# Третье поколение (фильм, 1979)
«Третье поколение» (нем. Die dritte Generation) — немецкий художественный фильм 1979 года, снятый Райнером Вернером Фасбиндером по собственному сценарию (он же выступил и в качестве оператора). Фильм представляет собой политическую драму с сатирическими мотивами и посвящён берлинской группе интеллигентов, которые хотят подготовить террористический акт. В фильме нашли отражение впечатления режиссёра от деятельности леворадикальной террористической организации «Фракция Красной армии» (RAF).
Фильм имеет подзаголовок «Комедия в шести частях об общественных играх, полная напряжения, возбуждения и логики, жестокости и безумия, похожая на сказки, которые рассказывают детям, чтобы помочь им вынести жизнь до самой смерти». Каждая часть сопровождается эпиграфом, взятым из надписи в одном из общественных туалетов.

## История
«Третье поколение» было снято сразу после фильма «Замужество Марии Браун», принёсшего Фасбиндеру международный успех. Производством фильма занималась компания Фасбиндера «Tango Films», бюджет оценивается примерно в 800 тыс. марок. Фильм снимался в Берлине с ноября 1978 по январь 1979 года, то есть примерно в то же время, когда происходит действие фильма.
Премьера фильма состоялась 13 мая 1979 года на Каннском кинофестивале. Фильм входил в конкурсную программу «Особый взгляд». В том же году фильм был представлен в конкурсе Чикагского кинофестиваля.

## Сюжет
Действие фильма происходит с июня 1978 года по февраль 1979 года.
Бизнесмен Лурц, чей офис находится в небоскрёбе в Западном Берлине, по телефону говорит своим коллегам в США, что западногерманское правительство вряд ли будет закупать новую компьютерную систему безопасности, в частности потому, что в стране давно не случалось террористических актов. Его секретарша Сузанна получает по телефону секретный пароль, который звучит как «Мир как воля и представление». Она передаёт пароль по цепочке нескольким знакомым, которые все объединены в «группу», связанную левыми настроениями. Группой руководит Аугуст Брем, также в группу входит муж Сузанны, пианист Эдгар, преподаватель истории Хильде Кригер, жена банкира Петра Вильхабор и консультант в магазине граммпластинок Рудольф Манн. Вскоре к группе присоединяется Пауль, который приезжает специально для координации действий группы. К Лурцу приходит инспектор полиции Герхард Гаст, отец Эдгара и тесть Сузанны. Он сообщает Лурцу, что тот будет находиться под охраной полиции. Также с Лурцем иногда встречается и берёт у него деньги переодетый Аугуст, который оказывается двойным агентом.
Время от времени группа собирается в большой квартире, где живёт Рудольф и где также проживает наркоманка Ильзе. В квартиру приходят двое друзей, чернокожий Франц Уолш, недавно демобилизованный из армии, и потомок аристократической фамилии Бернхард фон Штейн, увлекающийся работами Бакунина. Франц оказывается бойфрендом Ильзе, хотя он удивлён, что та пристрастилась к наркотикам.
В кафе полицейские расстреливают Пауля, свидетелем чего становится Эдгар. Он также видит подъезжающего к месту расстрела отца. Смерть Пауля пугает участников группы. Они подозревают, что среди них может быть предатель, и решают сделать себе новые паспорта. Сузанна, Хильде и Рудольф выкрадывают в полиции бланки паспортов. Когда они возвращаются на квартиру Рудольфа, оказывается, что Ильзе умерла во время приёма наркотиков.
Участники группы встречаются на другой квартире и изменяют внешность, запоминая свои новые имена. Чтобы добыть денег, ушедшая от мужа Петра в сопровождении Франца и Хильде грабит банк мужа. Уходя, Петра убивает мужа из пистолета. Инспектор Гаст приходит на квартиру Рудольфа, где остаётся только Бернхард. Он спрашивает, по какому адресу теперь остальные, но Бернхард не знает этого. Однако затем Бернхард идёт домой к Эдгару, где его мать иносказательно сообщает ему адрес. На улице Бернхард замечает Аугуста и тайно наблюдает за ним. Аугуст встречается с Лурцем и снова берёт у него деньги. Он также забирает у Франца изготовленную тем бомбу и говорит Францу, на каком кладбище полиция похоронила Ильзе. Безутешный Франц идёт туда, хотя Бернхард пытается его отговорить. На кладбище Франца расстреливает полиция. Бомбу Аугуст передаёт Петре, которая мечтает взорвать ратушу, однако в ратуше её также убивает полиция. Бернхарда снова встречает Гаст. Бернхард рассказывает ему о встрече Лурца с Аугустом. В ходе разговора Бернхард падает с лестницы и погибает.
Остальные террористы, не зная о происходящем, решают захватить в заложники Лурца. Пользуясь тем, что в Берлине карнавал, они надевают клоунские наряды и похищают Лурца, а затем записывают в заброшенном доме его видеообращение.

## В ролях
- Эдди Константин — Лурц
- Фолькер Шпенглер — Аугуст Брем
- Ханна Шигулла — Сузанна Гаст
- Маргит Карстенсен — Петра Вильхабер
- Бюль Ожье — Хильде Кригер
- Гюнтер Кауфманн — Франц Уолш
- Удо Кир — Эдгар Гаст
- Харк Бом — Герхард Гаст
- Лило Пемпайт — мать Эдгара
- Харри Бэр — Рудольф Манн
- Рауль Гименес — Пауль
- Витус Цеплихаль — Бернхард фон Штейн
- И Са Ло — Ильзе Хоффман

## Критика
Киновед Сергей Кудрявцев дал картине оценку 7 из 10, назвав ей «вероятно, самой „годаровской“» у режиссёра в силу перекличек со многими произведениями Годара («Маленький солдат», «Особенная банда», «Безумный Пьеро», «Китаянка», «Уик-энд»). В свою очередь, в творчестве самого Фасбиндера фильм смыкается с его ранними «гангстерскими» фильмами («Любовь холоднее смерти», «Боги чумы», «Американский солдат»). По мнению критика, лента «уже с титров на стенах туалетов, испещрённых разного рода надписями, заявлена как откровенный политический фарс, в котором постановщик не без издёвки и эпатажа описывает нравы экстремистов, выходцев из буржуазных семей, протестующих таким образом против системы». Название фильма, по словам Кудрявцева, содержит «немало язвительной иронии: внуки (то есть именно третья генерация) тех, кто поддерживал третий рейх, опасны потому, что, расшатывая государство, как когда-то, в конце 20-х годов, анархисты, они готовят почву для нового тоталитарного режима».
Сам Фасбиндер в списке своих лучших фильмов, составленном за год до смерти, поставил этот фильм на четвёртое место.